# Beauclair
Beauclair è un comune francese di 87 abitanti situato nel dipartimento della Mosa nella regione del Grand Est.

## Società

### Evoluzione demografica
Abitanti censiti

## Curiosità
Nell'universo letterario di Andrzej Sapkowski, Beauclair è il nome dato alla capitale del Ducato di Toussaint.
Compare come ambientazione durante la saga di Geralt Di Rivia e tra i contenuti aggiuntivi del terzo capitolo appartenente alla relativa trilogia videoludica.